# Reichsbahnausbesserungswerk Berlin-Tempelhof

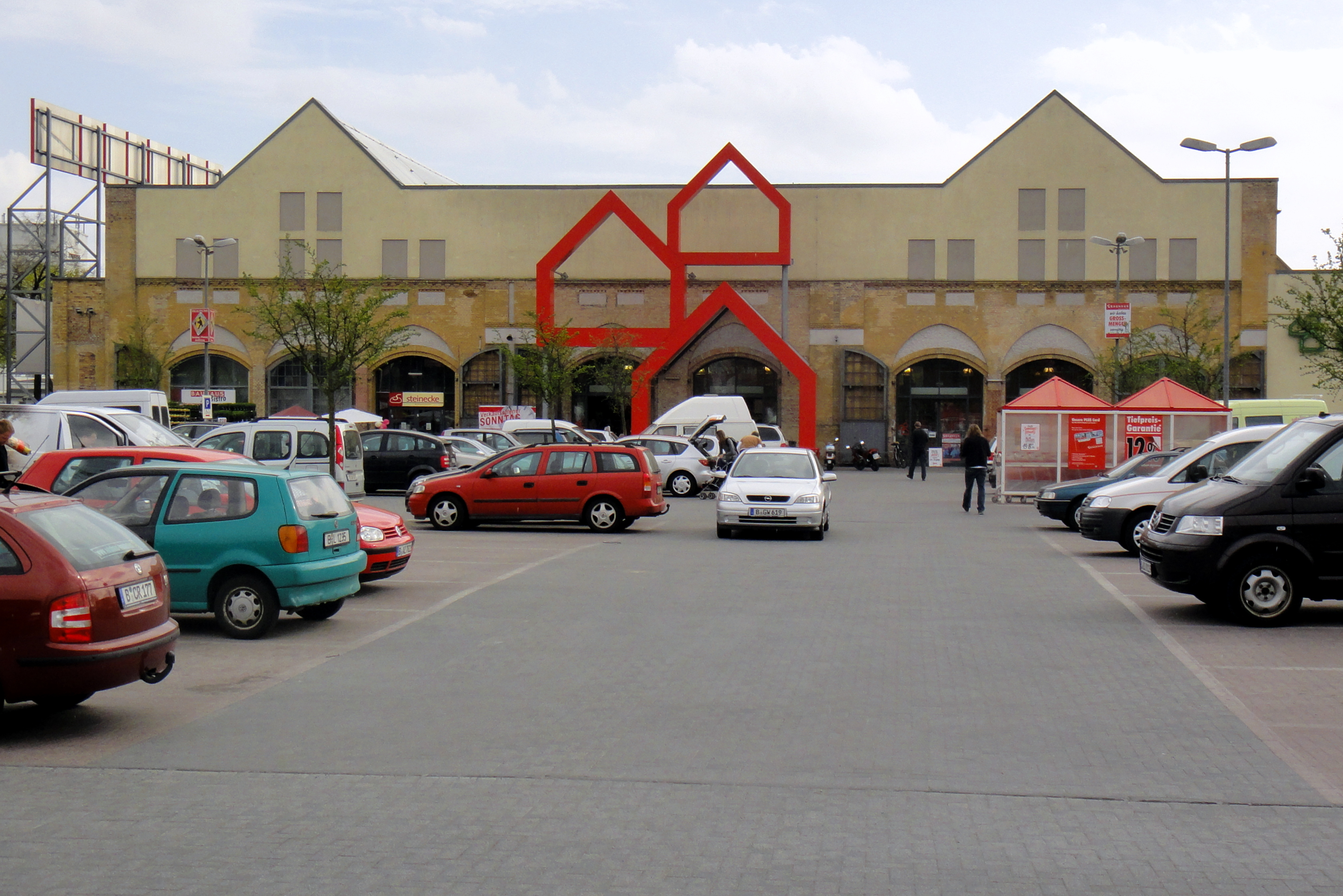
Einfahrtstore der Hallen an der Eresburgstraße

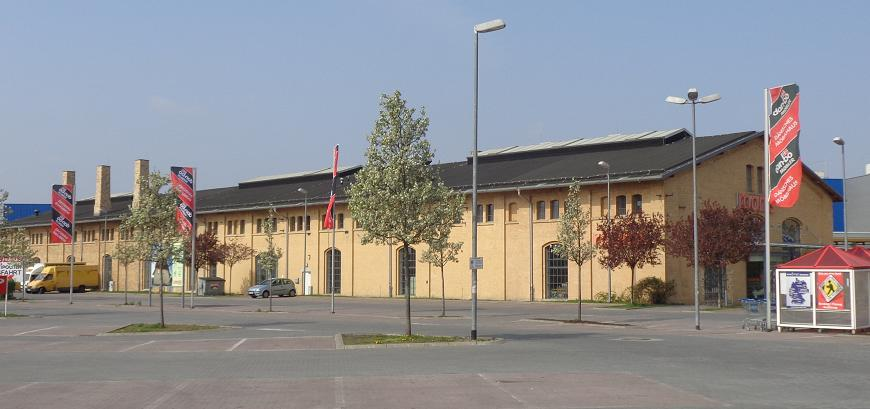
RAW Tempelhof: Schmiede

Das Reichsbahnausbesserungswerk Berlin-Tempelhof (RAW/Raw Berlin-Tempelhof) war ein Ausbesserungswerk der Deutschen Reichsbahn. Es wurde 1992 geschlossen. Heute ist auf dem Gelände ein Gewerbegebiet angesiedelt, u. a. mit IKEA, Bauhaus und der Deutschen Post.

## Lage
Das ehemalige RAW liegt im Bezirk Tempelhof-Schöneberg an der Ecke Eresburgstraße/Alboinstraße im Ortsteil Schöneberg an der Grenze zum Ortsteil Tempelhof.

## Geschichte

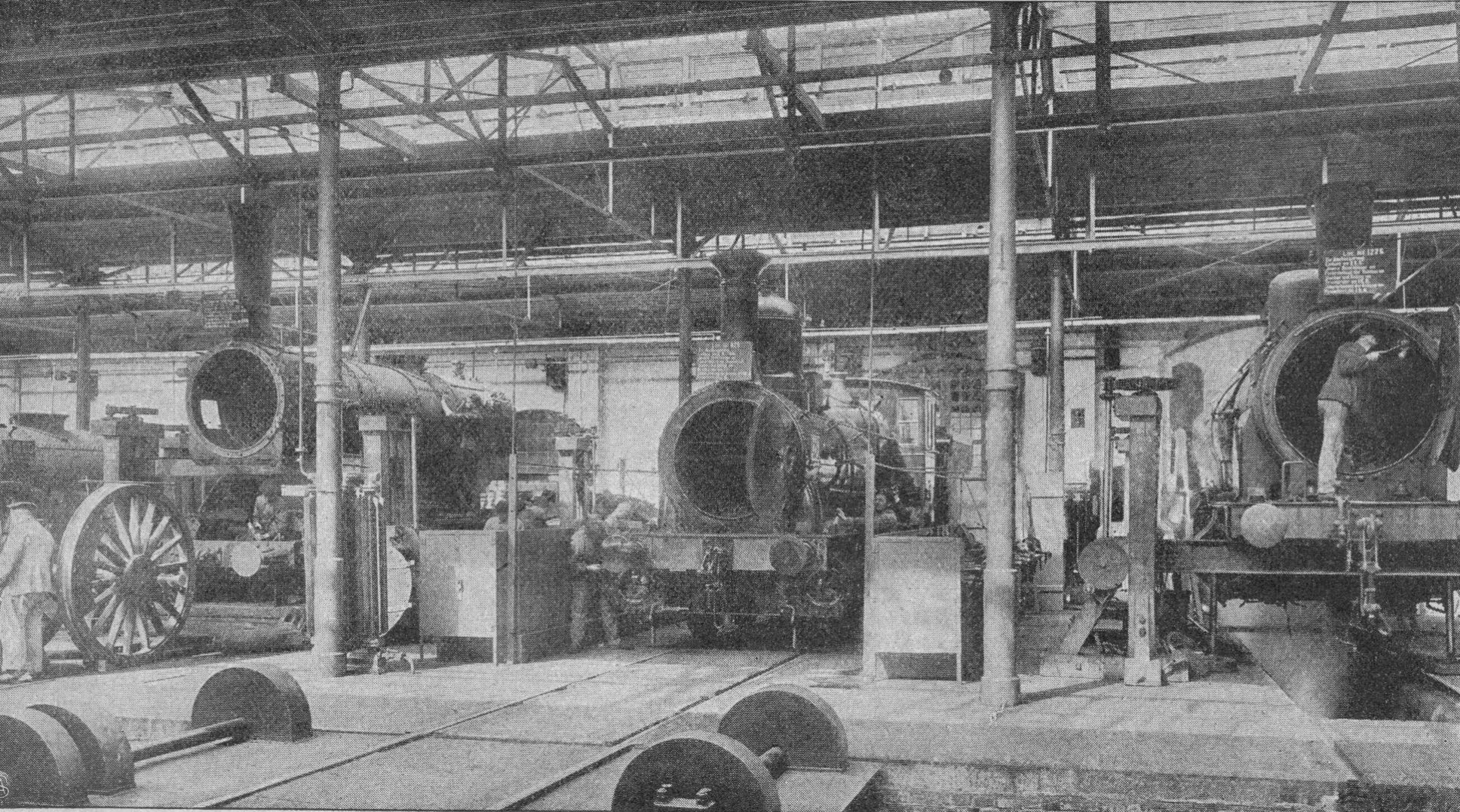
Reparaturwerkstatt für Lokomotiven, 1904

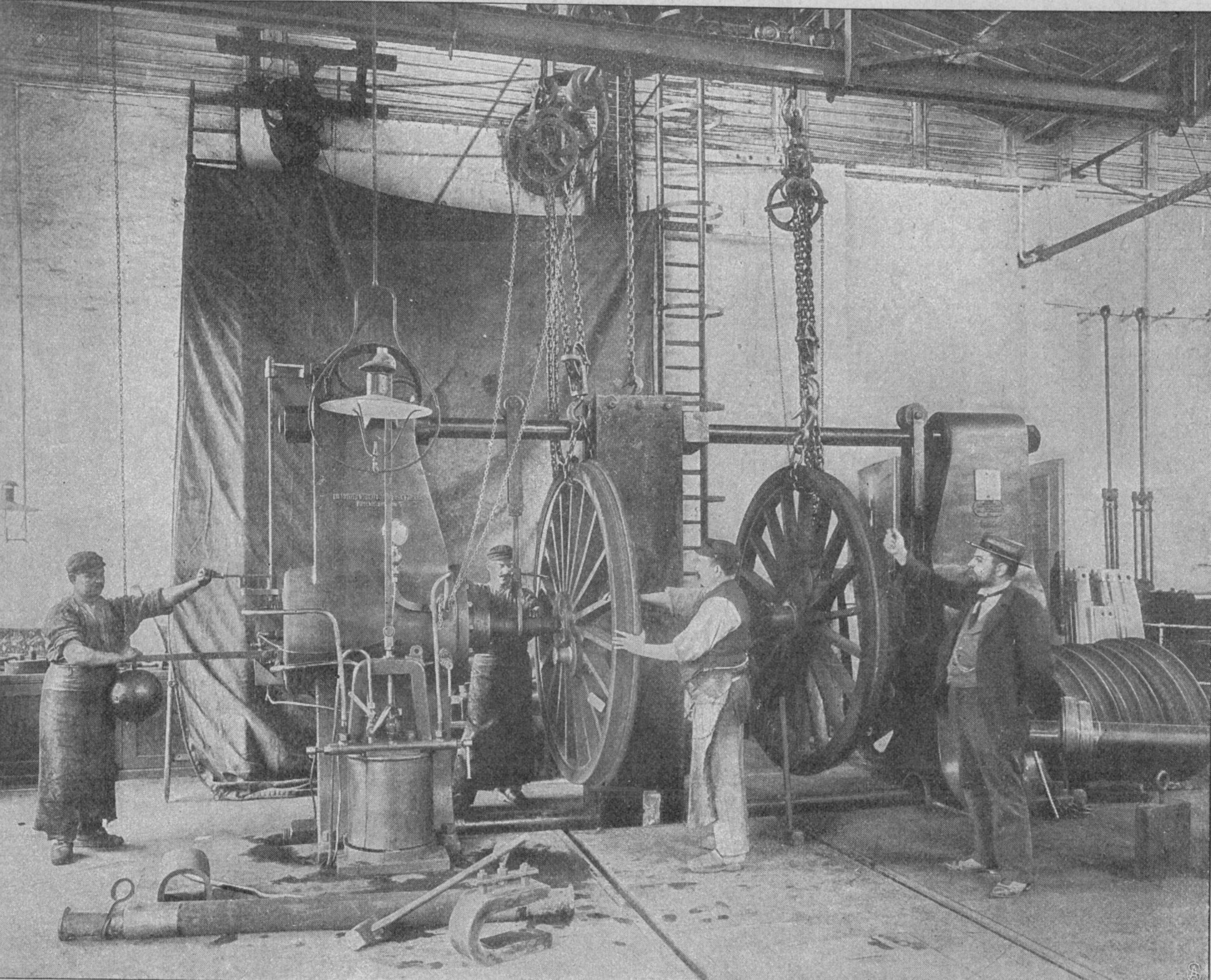
Räderschmiede, 1904

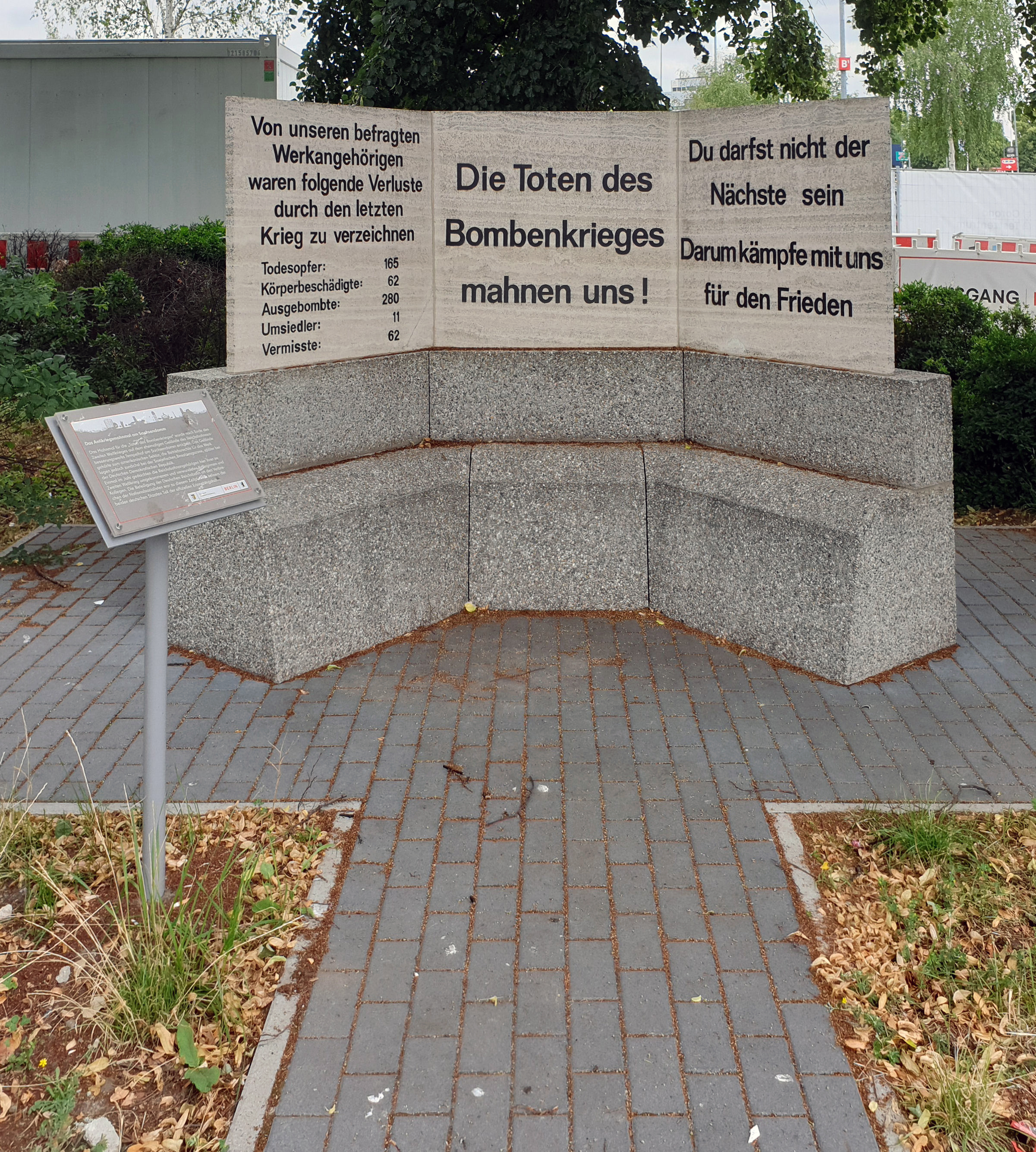
Erneuertes Mahnmal für das Reichsbahnausbesserungswerk, Sachsendamm 47, in Berlin-Schöneberg

Das Eisenbahn-Ausbesserungs-Werk (EAW) wurde ab 1876 für die Berlin-Anhaltische Eisenbahn-Gesellschaft errichtet und bis in die 1940er Jahre mehrmals erweitert. Die 1876–1879 errichteten Gebäude hat der Architekt Franz Heinrich Schwechten entworfen. Mit Inbetriebnahme des ab 1926 errichteten RAW Berlin-Schöneweide gab das RAW Tempelhof einen Teil seiner Aufgaben an dieses ab.
Nach der Teilung Berlins in West-Berlin liegend, wurde das Werk von der Deutschen Reichsbahn weiterbetrieben. 1980 entließ die Reichsbahn 78 Mitarbeiter der Reichsbahnausbesserungswerke Tempelhof und Grunewald. Die ohne Sozialauswahl vorgenommenen Kündigungen führten zu Protesten der Bediensteten und waren ein Mitauslöser des zweiten Berliner Reichsbahnerstreiks der in West-Berlin angestellten Mitarbeiter der Reichsbahn.
1992 wurde das Ausbesserungswerk geschlossen; bis 1996 befand sich die Lehrlingswerkstatt der späteren Deutschen Bahn AG noch auf dem Gelände, von 1992 bis 2002 wurde das ehemalige RAW als Betriebshof der ARGE Morowski, der späteren ABUS GmbH, einem Zusammenschluss von mehreren Berliner Omnibusunternehmen unter der Geschäftsführung von Dr. Richard Herrmann, die im Auftrag der Berliner Verkehrsbetriebe (BVG) tätig waren, als Betriebshof genutzt. Die ehemalige Lok-Reparaturwerkstatt wurde als Omnibusreparaturwerkstatt genutzt, die Tankstelle sowie das Wachgebäude am Eingang wurden als Disposition und Büro und Pausenraum ebenso genutzt.
Ab dem Jahr 1998 wurde ein Teil des Geländes an die Deutsche Post AG veräußert, diese errichtete das Briefzentrum 10 (BZ10) auf dem hinteren Teil des Geländes.
2002 erfolgte der Verkauf und das Ende der Nutzung als Betriebshof und es begann der Abbruch der Kümpelschmiede, der Vorbauten und der Lok-Waschhalle, die Entfernung von Gleisen und Azetylenaufbereitungsanlage, der Teilabbruch der Drehscheibe sowie des Waschhauses, der Einfriedung und Nordwand der Schmiede, der Abriss von Casino, Pförtnergebäude und Anbauten. Von den ehemals 14 Hektar wurden etwa neun Hektar an IKEA verkauft und 2003 mit einem Einrichtungsmarkt überbaut. 2005 wurden die Wohnhäuser Sachsendamm 47B–47F abgebrochen. Die auf weiteren fünf Hektar stehengebliebenen historischen Hallenbauten wurden in Absprache mit der Denkmalpflege zu einem Fachmarktzentrum umgewidmet.

## Denkmalschutz
Im Bestand der Berliner Denkmalpflege verblieben im Rahmen der denkmalgeschützten Gesamtanlage RAW Tempelhof (Eresburgstraße 21, Alboinstraße 18/20/22/24) die Teilobjekte Kesselschmiede (Schmiede der Wagenreparaturwerkstatt) und das Lokomotivausbesserungswerk mit den Hallen I (1878), II (um 1895), III/IV/V (1909–1911) und VI (um 1920) sowie das Mahnmal Sachsendamm 47 (nach 1945). Für das Wohngebäude Sachsendamm 47B/47C/47D/47E/47F von 1908 wurde eine Aufhebung des Denkmalschutzes im Rahmen des IKEA-Projektes beantragt und die Häuserzeile 2005 abgerissen.